# واتنبرگ، تیرول
واتنبرگ تیرول (به آلمانی: Wattenberg) یک منطقهٔ مسکونی در اتریش است که در اینسبروک لند واقع شده‌است. واتنبرگ تیرول ۷۲۵ نفر جمعیت دارد.